# Zym
Zym (bepaalde vorm: Zymi; Servisch: Zjum) is een dorp in het zuiden van Kosovo. Het plaatsje ligt in het Albanese gedeelte van de gemeente Dragash, Opoljë, ten zuiden van de gemeente Prizren.